# 터치 (2020년 드라마)
《터치》(TOUCH)는 2020년 1월 3일부터 2020년 2월 22일까지 방송된 채널 A 금토 드라마 작품이다.

## 줄거리
빚쟁이 실업자로 전락한 메이크업 아티스트와 아이돌 데뷔에 실패한 연습생이 만나 새로운 꿈을 찾아가는 로맨틱 코미디, 뷰티 드라마

## 등장 인물

### 주요 인물
- 주상욱 : 차정혁 역 - 차뷰티 대표, 메이크업 아티스트
- 김보라 : 한수연 역 - 차뷰티 막내 어시스턴트
- 한다감 : 백지윤 역 - 재벌가에서 돌아온 탑클래스 여배우
- 이태환 : 강도진 역 - 세상 무서울 것 없는 슈퍼스타
- 변정수 : 오시은 역 - 오시크릿 대표, 메이크업 아티스트 1세대

### 차뷰티 식구들
- 윤희석 : 양세준 역 - 차뷰티 경영이사
- 홍석천 : 김동민 역 - 차뷰티 수석 메이크업 아티스트
- 손우현 : 이현준 역 - 차뷰티 1st 어시스턴트
- 안동엽 : 손홍석 역 - 차뷰티 2nd 어시스턴트
- 정지윤 : 나혜진 역 - 차뷰티 메이크업 아티스트 실장

### 윈도우 엔터테인먼트
- 이수지 : 강채원 역 - 도진의 일거수일투족을 책임지는 매니저
- 박중근 : 박재명 역 - 윈도우엔터 대표
- 김영준 : 최성수 역 - 윈도우엔터 실장

### 수연이네
- 이상아 : 장혜숙 역 - 수연 모. 청양 어죽집 운영
- 김광식 : 한대철 역 - 수연 부. 청양 어죽집 운영
- 연우 : 정영아 역 - 수연의 절친. 윈도우 엔터 연습생 출신. 먹방 BJ

### 그 외 인물
- 송재희 : 민강호 역 - 한동그룹의 장남이자 부사장
- 미상 : 박현진 역 - 정혁 모. 40대 중반에 사망
- 이채은 : 김효진 역 - 지윤의 신인 시절부터 함께 해왔던 매니저
- 채주화 : 이 비서 역 - 오시은의 비서
- 신준철 : 김 기자 역 - 윈도우 엔터 스캔들 기사 전문
- 김하연 : 지이 역
- 염지영

### 특별 출연
- 서지훈
- 이열음
- 박수홍

## 촬영지
- 플랫폼-엘 컨템포러리 아트센터 - 차뷰티
- 칠산정
- 진영분식 - 수연네어죽집
- 실미도
- 써밋갤러리

## 시청률
최저 시청률과 최고 시청률은 시청률 조사회사와 지역별로 시청률에 차이가 있을 수 있습니다.
| 2020년 | 2020년   | 2020년         | 2020년       |
| 회차   | 방송일   | AGB 시청률     | AGB 시청률   |
| 회차   | 방송일   | 대한민국(전국) | 서울(수도권) |
| ------ | -------- | -------------- | ------------ |
| 제1회  | 1월 3일  | 0.847%         | %            |
| 제2회  | 1월 4일  | 0.907%         | %            |
| 제3회  | 1월 10일 | 1.154%         | %            |
| 제4회  | 1월 11일 | 0.736%         | %            |
| 제5회  | 1월 17일 | 0.863%         | %            |
| 제6회  | 1월 18일 | 0.789%         | %            |
| 제7회  | 1월 24일 | 0.623%         | %            |
| 제8회  | 1월 25일 | 0.645%         | %            |
| 제9회  | 1월 31일 | 1.004%         | %            |
| 제10회 | 2월 1일  | 0.624%         | %            |
| 제11회 | 2월 7일  | 0.909%         | %            |
| 제12회 | 2월 8일  | 0.493%         | %            |
| 제13회 | 2월 14일 | 0.507%         | %            |
| 제14회 | 2월 15일 | 0.855%         | %            |
| 제15회 | 2월 21일 | 0.853%         | %            |
| 제16회 | 2월 22일 | 0.758%         | %            |

## 참고 사항
- 동시간대인 JTBC 금토드라마 시청률을 높아졌으나, 본회차 시청률 감소로 인해 고전을 면치 못했다.

## 같이 보기
- 대한민국의 텔레비전 드라마 목록 (ㅌ)
- 2020년 대한민국의 텔레비전 드라마 목록